# Scartelaos gigas
A Scartelaos gigas a csontos halak (Osteichthyes) főosztályának a sugarasúszójú halak (Actinopterygii) osztályába, ezen belül a sügéralakúak (Perciformes) rendjébe, a gébfélék (Gobiidae) családjába és az iszapugró gébek (Oxudercinae) alcsaládjába tartozó faj.

## Előfordulása
A Scartelaos gigas előfordulási területe a Csendes-óceán nyugati felének a szubtrópusi részén van. A következő országokban és térségekben található meg: Kína, Kínai Köztársaság és a Koreai-félsziget.

## Megjelenése
Ez a gébfaj legfeljebb 17,2 centiméter hosszú. Az alsó állkapcsán nincsen tapogatóbajsza; a felső állcsontján 37 fog ül. A testén nincsenek sem foltozások és sem csíkozások. A második hátúszón nincsenek nagy, fekete foltok, de vízszintes csíkok sem. A farok alatti úszót és a farokúszót nem köti össze hártya.

## Életmódja
Szubtrópusi halfaj, amely a sósvízhez alkalmazkodott. Az oxigént képes, egyenesen a levegőből kivenni, azzal a feltétellel, ha nedvesek a kopoltyúi és a bőre. A víz alá is lemerülhet.